# Archipines exsanguis
Archipines exsanguis es una especie de coleóptero de la familia Endomychidae. La especie fue descrita científicamente por Carl Eduard Adolph Gerstäcker en 1858.

## Subespecies
- Archipines exsanguis exsanguis (Gerstaecker, 1858)

= Phalantha exsanguis Gerstaecker, 1858
- Archipines exsanguis sanestebani Tomaszewska, 2002
- Archipines exsanguis fairmairei Tomaszewska, 2002

## Distribución geográfica
Habita en Colombia, Panamá y Venezuela.